# Edgar Holder
 Edgar Holder (1951) is een Nederlands prediker van Surinaamse afkomst. Op 19-jarige leeftijd kwam hij naar Nederland.

## Biografie
Holder kwam op negentienjarige leeftijd naar Nederland en studeerde korte tijd medicijnen aan de Universiteit van Leiden. Hij trouwde en richtte samen met zijn vrouw de Stichting Levende Steen op om als evangelist te gaan werken in 1992 nadat hij een conflict had gekregen met Johan Maasbach in wiens dienst hij eerder voorganger was. Hij nam de naam Apostel Edgar Holder aan. Voor de nieuwe stichting werd in 1993 de voormalige kerk van de Gereformeerde Gemeente aan de Posweg in Rotterdam aangekocht. In 2011 volgde het eigen gebouw (de Dome genoemd) in Spijkenisse. Deze kerk werd geopend in 2013 en medegefinancierd met geld van gemeenteleden. In 1997 begon Holder met een eigen tv-programma op RTV Rijnmond. Later volgde een landelijk programma op SBS6. Vanuit De Levende Steen in Spijkenisse is hij wekelijks te zien met Levende Steen Ministries en ook te volgen via Social Media kanalen.

## Persoonlijk
Holder is getrouwd en heeft vijf dochters.

## Boeken
Holder schreef een aantal boeken over de opbouw van het christelijk geloof, het koninkrijk van God en over gebedsgenezing:
- De Derde Zoon (2023) - ISBN 978-9077654101
- God van hoop (2018) - ISBN 978-9077654071
- Het Bovennatuurlijk koninkrijk - ISBN 978-9077654064
- De nieuwe orde - ISBN 978-9077654057
- De Krijgsschool - ISBN 978-9077654040
- Lof offeren - ISBN 978-9077654026
- 2005 - Gods Krachthuis - ISBN 9077654003
- 2004 - Gééf Mij die striemen! - ISBN 9077654011 / Give me those stripes (Engels) - ISBN 978-9077654033